# جین ته هیون
کیم ته هیون (کره‌ای: 김태현؛ زادهٔ ۱۵ فوریه ۱۹۸۱) که به‌طور حرفه‌ای با نام جین ته هیون (کره‌ای: 진태현) شناخته می‌شود، بازیگر اهل کره جنوبی است. او به دلیل بازی در مجموعه تلویزیونی باران دروغ شناخته شد.